# Drömmarnas horisont
Drömmarnas horisont (originaltitel: Far and Away) är en amerikansk långfilm från 1992.

## Handling
Joseph Donnelly är en fattig ung man i 1890-talets Irland som snart skall hängas som rebell. På traktens gods bor jämnåriga Shannon som drömmer om ett annat liv trots all lyx. De två flyr i hemlighet till USA för ett annat liv där. Löftena om rikedomarna där är tomma och de får nöja sig med att jobba på en kycklingfabrik. De känner bara varandra och lever ihop som syskon. De inser att de tycker om varandra mer än vad de först trodde.

## Rollista
| Tom Cruise      | – Joseph Donnelly  |
| Nicole Kidman   | – Shannon Christie |
| Thomas Gibson   | – Stephen Chase    |
| Robert Prosky   | – Daniel Christie  |
| Barbara Babcock | – Nora Christie    |
| Cyril Cusack    | – Danty Duff       |
| Eileen Pollock  | – Molly Kay        |
| Colm Meaney     | – Kelly            |

## Om filmen
Landrusningsscenen utspelar sig i Oklahoma, men spelades in utanför Billings, Montana.
Fimen fick blandad kritik och biljettintäkterna i USA, 60 miljoner dollar, täckte kostnaderna precis. I resten av världen spelade filmen in 79 miljoner dollar. Filmen har en viss likhet med Ken Follets bok "En dröm om frihet". Hans bok släpptes däremot efter det att filmen kom ut.